# C-701
Le C-701 est un missile antinavire chinois globalement comparable au missile Maverick américain. Il ne pèse cependant que la moitié de sa masse. Aussi appelé le YJ-7.

## Historique
Le C-701 fut développé par la CPMIEC (China Precision Machinery Import Export Co.). La première version à voir le jour fut la version C-701T à guidage TV, suivi par la version lancée depuis le sol. La troisième version à apparaître fut celle dotée de l'autodirecteur à imagerie infrarouge, suivie enfin par celle dotée d'un radar, la C-701R. Le développement d'un radar à onde millimétrique, pour le C-703, fut découvert en 2002, mais sa vraie désignation ne sera connue que six ans plus tard, au cours du 7e meeting aérien de Zhuhai.
Même si l'existence des deux premières versions du missile étaient déjà connues depuis un moment, il fallut attendre le 6e meeting de Zhuhai, fin 2006, pour que le gouvernement chinois accepte finalement de reconnaître officiellement et publiquement leur existence. Toutes ces versions sont disponibles pour les marchés d'exportation.

## Conception
Bien qu'initialement conçu comme un missile antinavire, il fut également envisagé de l'utiliser comme arme air-surface, capable d'engager de nombreux types de cibles différentes. Lorsqu'il est employé comme missile antinavire, ses cibles sont essentiellement des navires d'un déplacement n'excédant pas les 180 tonnes, tels des vedettes lance-missiles légères et rapides, des patrouilleurs ou des canonnières.
Il existe deux types de guidage disponibles : le mode « Tire et oublie » et le mode commandé. Le premier mode permet à l'engin tireur de bouger rapidement après le lancement, ce qui lui apporte une grande sécurité, tandis que le second mode permet à l'opérateur de changer de cible après le lancement, voire de terminer l'attaque par lui-même s'il le désire. L'autodirecteur à télévision du missile peut être remplacé par un modèle à imagerie infrarouge ou un radar actif.

## Déploiement

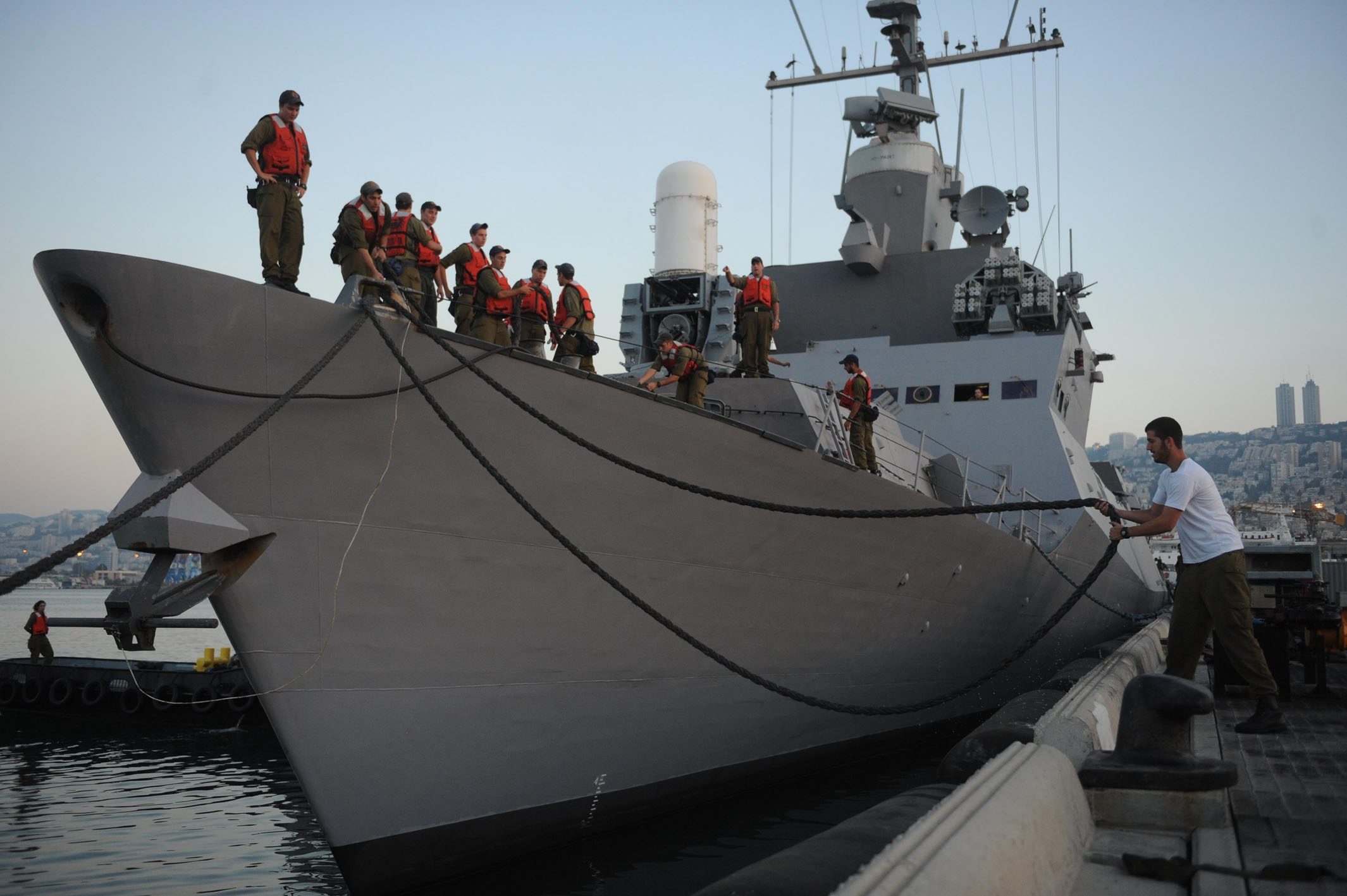
La corvette Hanit

Contrairement au missile Maverick américain, qui n'est lancé que depuis les airs, le C-701 peut être lancé depuis plusieurs plateformes différentes, qu'elles soient aériennes (à ailes fixes ou à voilure tournante) ou de surface (véhicules, navires, etc.). Pour le moment, il ne peut pas encore être tiré depuis un sous-marin. Lorsqu'il s'agit d'un déploiement depuis la surface, le missile est placé sur un lanceur terrestre standard, constitué de quatre conteneurs rectangulaires de stockage/mise à feu, placés deux de chaque côté. L'ensemble est fixé selon un angle d'élévation positif de 15°. Deux lanceurs de ce type constituent la partie principale d'une batterie missile, contenant donc huit missiles et avec une masse totale inférieure à deux tonnes.
Le C-701 (ou son dérivé iranien, le Kowsar) pourrait avoir été employé par les combattants du Hezbollah pour attaquer et endommager la corvette israélienne INS Hanit, au cours du conflit israélo-libanais de 2006,. Il est plus souvent affirmé que le missile C-802, bien plus lourd, serait effectivement l'arme employée, mais il est fort probable que ces affirmations soient basées sur un constat des dégâts initialement exagéré. Si l'on excepte l'avarie de barre et le début d'incendie finalement maîtrisé, le navire a été observé en train de rentrer à sa base par ses propres moyens. En se basant sur l'histoire opérationnelle du missile Harpoon, considéré comme étant assez proche du C-802, on peut légitimement penser que si un vrai C-802 avait été employé, les dommages auraient été bien plus importants.

## Versions dérivées

### FL-10
Le FL-10 (du chinois : 飞龙, Fei Long, « dragon volant ») est la version la plus économique du C-701. Suivant la tradition des missiles Silkworm, cette version basée à terre, avec de plus faibles nécessités opérationnelles a été développé à partir du C-701 : comme le FL-10 est conservé à l'abri dans un environnement relativement stable et contrôlé, les impératifs de température et d'humidité relative sont nettement réduits. De même, son positionnement à terre permet de séparer les divers éléments de la batterie, ce qui élimine de manière assez efficace les interférences électromagnétiques et diminue les dégâts potentiels en cas d'attaque du radar C4I par un missile anti-radar.
Le FL-10 a été révélé au salon de Zhuhai, doté de l'autodirecteur de la version à guidage TV.

### C-703
Le C-703 est une version à radar millimétrique du C-701. Révélé à l'origine au salon de Zhuhai de 2002, le missile était doté d'un autodirecteur travaillant en longueur d'onde de 8 mm. Au salon de 2008, une version travaillant en ondes de 4 mm avait aussi été développée.
La rumeur prétend que le C-703 aurait été développé spécialement pour des clients étrangers, tels que l'Iran.

### YJ-9
En 2013, l'existence d'un missile anti-navire léger chinois est révélé au public via internet. Il est désigné YJ-9, l'abréviation de Ying Ji (en chinois : 鹰击), signifiant « attaque de l'aigle ».
Il est affirmé que l'YJ-9 est capable d'attribuer des priorités aux cibles, comme le fait par-exemple la dernière version du missile suédois RBS-15, sauf qu'à la différence de ce dernier, cette capacité ne tient pas de la performance de ses calculateurs internes mais d'une liaison de données en temps réel avec un radar aéroporté par un hélicoptère ou un avion de surveillance. La principale raison de ce léger retard technique provient du fait que l'intégration d'une telle capacité dans un missile est très coûteuse et risque de faire grimper en flèche le prix du missile, ce qui nuirait à ses ventes.
Comme la portée de ce missile reste dans le domaine de la portée visuelle, les concepteurs ont adopté une approche à la française, comme ce fut le cas pour l'AS 15 TT, en ajoutant la capacité d'attribution de priorité aux cibles directement sur le radar. Le missile lui-même n'est doté que d'une simple liaison de données et lorsque la cible sélectionnée est modifiée, elle est actualisée via l'émetteur de la plateforme de détection. Il existe également un suffixe XF, qui serait l'abréviation de Xiao-Xing Fan-Jian-Dao-Dan (en chinois : 小型反舰导弹), signifiant « petit missile anti-navire ». Cependant, de telles affirmations restent à vérifier et surtout à confirmer de la part du gouvernement chinois ou de sources extérieures au régime. l'YJ-9 est transporté par l'hélicoptère Harbin Z-9 ou par d'autres appareils.
L'YJ-9 est fréquemment considéré par erreur comme étant un dérivé d'un autre missile léger, le TL-10, doté de performances et d'une taille similaires, mais les photos d'hélicoptères Z-9 de la marine chinoise emportant des missiles YJ-9 montrent assez clairement la différence existante entre ces deux armes : Les ailerons avant du TL-10 sont situés près du centre du fuselage, alors que ceux du C-701 sont plus proches de la queue du missile, à environ 1/3 de la longueur en partant de l'arrière.

## Utilisateurs
- Marine chinoise
- Iran
- Hezbollah